# Katheryn Russell-Brown
Katheryn Russell-Brown (* 17. September 1961) ist eine US-amerikanische Rechtswissenschaftlerin und Kriminologin, die als Professorin an der University of Florida forscht und lehrt. Außerdem schreibt sie Kinderbücher. Seit November 2024 ist sie für ein Jahr als Präsidentin der American Society of Criminology (ASC) gewählt.

## Werdegang und Wirkung
Russell-Brown machte ihren Bachelor-Abschluss an der University of California, Berkeley, den Juris Doctor an der University of California College of the Law, San Francisco und wurde in Kriminologie an der University of Maryland zur Ph.D. promoviert. Bevor sie 2003 an die University of Florida kam, lehrte sie 11 Jahre lang am Fachbereich Kriminologie und Strafjustiz der University of Maryland. Sie war Gastprofessorin für Rechtswissenschaften an der American University und der City University of New York (CUNY).
Professor Russell-Brown lehrt, forscht und publiziert zu den Themen Ethnie und Kriminalität sowie zur Rechtssoziologie. 
Russell-Brown ist auch als Autorin von Kinderbüchern tätig. Bei den NAACP Image Awards 2021 wurde sie gemeinsam mit Eric Velasquez für das beste Kinderbuch ausgezeichnet.

## Schriften (Auswahl)
- Underground codes. Race, crime, and related fires. New York University Press,  New York 2004, ISBN 0814775403.
- Protecting our own. Race, crime, and African Americans. Rowman & Littlefield, Lanham 2006, ISBN 978-0-742-54570-0.
- She was the first! The trailblazing life of Shirley Chisholm. Lee & Low Books Inc., New York 2020, ISBN 978-1-620-14346-9.
- The color of crime. Racial hoaxes, white crime, media messages, police violence, and other race-based harms. 3. Auflage, New York University Press, New York 2021, ISBN 978-1-479-80174-9.
- Justice rising. 12 amazing Black women in the Civil Rights Movement Viking, an imprint of Penguin Random House LLC, New York 2023, ISBN 978-0-593-40354-9.